# Просяниківка
Просяникі́вка — село у Кобеляцькій міській громаді Полтавського району Полтавської області. Населення становить 154 осіб.

## Географія
Село Просяниківка знаходиться за 6 км від лівого берега Кам'янського водосховища та за 2,5 км від сіл Брачківка та Солошине.

## Історія
Станом на 1910 рік Просяниківка належала до Озерської волості Кобеляцького повіту.
У 1920-21 році у Просяниківку потрапила випадково дівчинка Ольга Дробаха, яка згодом лишила спогади про це село.
Станом на 1 червня 2012 р. село належало до Світлогірської сільської ради.
12 червня 2020 року, відповідно до розпорядження Кабінету Міністрів України № 721-р «Про визначення адміністративних центрів та затвердження територій територіальних громад Полтавської області», село увійшло до складу Кобеляцької міської громади.
19 липня 2020 року, в результаті адміністративно - територіальної реформи та ліквідації Кобеляцького району, село увійшло до складу новоутвореного Полтавського району Полтавської області.

## Економіка
- Птахо-товарна ферма.

## Відомі люди

### Народились
- Потоцький Павло Платонович — генерал від артилерії, військовий історик, громадський та культурний діяч, меценат, засновник історико-мистецької колекції «Музей України».